# I Love Dick
I Love Dick è una serie televisiva statunitense che ha debuttato il 19 agosto 2016 con l'episodio pilota, mentre i restanti vengono pubblicati dal 12 maggio 2017 sul servizio on demand Amazon Video.
La serie è tratta dall'omonimo romanzo del 1997 I Love Dick di Chris Kraus.
Il 17 gennaio 2018, la serie viene cancellata dopo una stagione.
In Italia, la serie viene pubblicata dal 12 maggio 2017 su Amazon Prime Video.

## Trama
Chris è un'artista e regista New Yorkese di scarso successo, che accompagna suo marito Sylvère in un viaggio di lavoro a Marfa, nel Texas.  Arrivata a Marfa, Chris matura rapidamente un'infatuazione nei confronti dello sponsor della ricerca di Sylvère, Dick, a cui comincia a scrivere lettere in cui dà voce ai suoi sentimenti. Le sue polemiche e frustranti interazioni con Dick, così come la stesura delle lettere confessionali a lui indirizzate, cominciano ad avere un impatto sulla sua attitudine nei confronti del suo matrimonio e del lavoro così come sulla sua sicurezza di artista e persona.

## Episodi
| Stagione       | Episodi | Pubblicazione USA | Pubblicazione Italia |
| -------------- | ------- | ----------------- | -------------------- |
| Prima stagione | 8       | 2016-2017         | 2017                 |

## Accoglienza
La serie è stata accolta positivamente dalla critica. Sull'aggregatore di recensioni Rotten Tomatoes ha un indice di gradimento dell'84% con un voto medio di 7,79 su 10, basato su 45 recensioni, mentre su Metacritic ha un punteggio di 73 su 100, basato su 29 recensioni.

## Riconoscimenti
- 2018 - Golden Globe[5]
  - Nomination al miglior attore in una serie commedia o musicale a Kevin Bacon
- 2018 - Guild of Music Supervisors Awards[6]
  - Nomination alla migliore supervisione musicale in una commedia televisiva o musicale a Bruce Gilbert